# Ciudad de Huitzuco
Ciudad de Huitzuco (del náhuatl: huitzilizo, co ‘espinas, lugar’‘Cosa o lugar que contiene espinas’) es una ciudad mexicana del estado de Guerrero y lugar de nacimiento de ilustres músicos  además de ser la cabecera del municipio de Huitzuco de los Figueroa y forma parte de la región Norte de dicha entidad. 
Se localiza a 117 kilómetros de distancia al norte de la ciudad capital Chilpancingo, sobre la Carretera Estatal 1 que comunica a Iguala con la población de Copalillo.

## Toponimia
La palabra Huitzuco proviene de los vocablos náhuatl: Huitzilizo que significa "Espinas", y el locativo co que significa "lugar", por lo que en conjunto se interpreta como “Cosa ó lugar que contiene espinas”, puesto que en dicha región se hallaban cubiertos de huizache (Vachellia farnesiana var. farnesiana).

## Demografía

### Población
Conforme al Censo de Población y Vivienda 2010 realizado por el Instituto Nacional de Estadística y Geografía (INEGI) con fecha censal del 12 de junio de 2010, la ciudad de Huitzuco tenía hasta ese año un total de 17 475 habitantes, de ellos, 8320 eran hombres y 9155 eran mujeres.
| 1900  | 1910  | 1921  | 1930  | 1940  | 1950  | 1960  | 1970  | 1980   | 1990   | 1995   | 2000   | 2005   | 2010   | 2020   |
| ----- | ----- | ----- | ----- | ----- | ----- | ----- | ----- | ------ | ------ | ------ | ------ | ------ | ------ | ------ |
| 3.848 | 3.090 | 3.218 | 3.759 | 3.946 | 4.667 | 6.354 | 9.406 | 10.873 | 13.750 | 16.050 | 15.446 | 16.025 | 17.475 | 17.550 |

| Población de Ciudad de Huitzuco |
|                                 |
| Fuente:INEGI                    |

## Turismo
La zona arqueológica de Cuetlajuchitlán, principal núcleo urbano del Preclásico Tardío perteneciente a la Cultura Mezcala, se localiza en el municipio de Huitzuco de los Figueroa a tres kilómetros de la localidad de Paso Morelos.
Para llegar a ella, se toma la carretera estatal número 1 que atraviesa la ciudad con dirección al oriente hasta llegar a su intersección con la Autopista del Sol en la localidad de Paso Morelos, en este lugar es posible tener acceso a la zona.

## Cultura

### Festejos y tradiciones
- 28 de febrero: inicio de la revolución del sur, al frente de las tropas de Ambrosio Figueroa Mata. Las autoridades municipales en turno depositan una ofrenda en el monumento del revolucionario en homenaje a aquel acontecimiento.

- 25 de julio: inicio de las celebraciones religiosas en honor a Santiago Apóstol, santo patrono del lugar. Se festejan popularmente con danzas, música típica del lugar y jaripeos charreadas y Corrida de toros que se llegan a prolongar de ocho hasta diez días.

- 14 de septiembre: celebraciones en honor al Señor de las Misericordias, esta tiene lugar en la iglesia del Señor del Perdón y cuenta con la participación de las danzas de los Tecuanes, Moros y Vaqueros; así bailes como el denominado “Olma”. Regularmente, estos festejos son amenizados con música de bandas de Chile frito que interpretan melodías típicas del lugar. El festejo es organizado por miembros de la iglesia, así como voluntarios.

- 16 al 24 de septiembre: se celebra la popular danza de los Moros. Esta tiene origen religioso y es de procedencia española. Consta de diez a doce personajes que luchan como moros y cristianos, utilizan armas, machetes y guerreras.

## Personas destacadas
- Rómulo Figueroa Mata (1863-1945), militar.
- Ambrosio Figueroa Mata (1869-1913), militar y político.
- Andrés Figueroa Figueroa (1884-1936), General Militar y político, fue Secretario de Guerra y Marina en el gobierno del gral. Lazaro Cárdenas Del Río.
- Francisco Figueroa Mata (1870-1936), Profesor, Personaje intelectual en el movimiento armado en el sur en la revolución mexicana.
- Jesús Figueroa Alcocer (1897-1991), militar, Mayor de Caballería,  Político.
- Rubén Uriza Castro (1919-1992), General Militar, político y deportista ecuestre, dos veces medallista olímpico en 1948 y campeón de Norteamérica de 1948 a 1951.
- Carlos Juan Gaytan (20 de octubre de 1970), -Chef/owner en restaurante Mexique. Galardonado con una estrella de la Guía Michelin, autoridad en la industria de restaurantes.

Existen diferentes versiones sobre el significado de la palabra Huitzuco, el doctor Gutiérrez Tibón afirma que proviene de los vocablos náhuatl Huitzilizo: Espinas, y el locativo co, por lo que en conjunto se interpreta  como "Cosa que contiene espinas", debido a que sus terrenos se hallaban cubiertos de huizache.
El municipio se constituyó en 1850 con jurisdicción idéntica al antiguo Ayuntamiento de Tlaxmalac; fue uno de los 38 municipios que se constituyeron al erigirse el estado.